# Добърчане
Добърчане (на сръбски: Добрчане; на албански: Dobërçani) е село в Косово, разположено в община Гниляне, окръг Гниляне. Населението му според преброяването през 2011 г. е 2 659 души, от тях: 2 337 (87,89 %) албанци, 307 (11,54 %) турци, 9 (0,33 %) бошняци, 1 (0,03 %) друга етническа група, 4 (0,15 %) не самоопределили се и 1 (0,03 %) неизвестен.

## Население
Численост на населението според преброяванията през годините:
- 1948 – 1 233 души
- 1953 – 1 364 души
- 1961 – 1 588 души
- 1971 – 2 114 души
- 1981 – 2 674 души
- 1991 – 2 939 души
- 2011 – 2 659 души